# 洛克哈特鎮區 (印地安納州派克縣)
洛克哈特鎮區（英語：Lockhart Township）是位於美國印地安納州派克縣的一個行政鎮區。

## 地方資料
根據2010年美國人口普查的數據，洛克哈特鎮區的面積為126.70平方千米，當中陸地面積為124.40平方千米，而水域面積為2.30平方千米。當地共有人口907人，而人口密度為每平方千米7.16人。